# ایپکس پارتنرز
ایپکس پارتنرز (انگلیسی: Apax Partners) شرکت سرمایه‌گذاری و خدمات مالی بریتانیایی است، که در زمینه مبادلات سهام، سرمایه‌گذاری‌های خطرپذیر، مدیریت صندوق‌های سهام اختصاصی و تملک‌های اهرمی فعالیت می‌نماید.
پیشینه تأسیس ایپکس پارتنرز به سال ۱۹۶۹ بازمی‌گردد و فرم کنونی این شرکت حاصل ادغام سه شرکت سرمایه‌گذاری در سال ۱۹۸۰ می‌باشد. دفتر مرکزی این شرکت در شهر لندن قرار دارد.